# Luis Miguel Noriega
 Luis Miguel Noriega Orozco (ur. 17 kwietnia 1985 w Tepotzotlán) – meksykański piłkarz występujący na pozycji środkowego lub defensywnego pomocnika, reprezentant Meksyku.

## Kariera klubowa
Noriega jest wychowankiem zespołu Lobos BUAP z siedzibą w mieście Puebla. W wieku dziewiętnastu lat został włączony do drużyny seniorów, występujących wówczas w drugiej lidze meksykańskiej. Podczas sezonu 2004/2005 wystąpił 22 razy w Primera A, nie zdobywając ani jednej bramki. Latem 2005 przeszedł do rywala Lobos zza miedzy, klubu Puebla FC, także występującego na pierwszoligowym zapleczu. Szybko wywalczył sobie miejsce w wyjściowym składzie, zostając jednym z najważniejszych ogniw drużyny. Dwa lata później, po rozgrywkach 2006/2007, awansował z Pueblą do najwyższej klasy rozgrywkowej. W meksykańskiej Primera División zadebiutował 5 sierpnia 2007 w zremisowanym 0:0 spotkaniu z Américą, natomiast premierowego gola w pierwszej lidze strzelił 19 sierpnia tego samego roku w przegranej 1:2 konfrontacji z Necaxą. Podstawowym piłkarzem Puebli był jeszcze przez trzy lata, nie wywalczył z nią jednak większych sukcesów.
Latem 2010 Noriega za sumę 2,2 miliona euro przeszedł do czołowej meksykańskiej ekipy Monarcas Morelia. W prowadzonej przez trenera Tomása Boya drużynie nie miał już tak silnej pozycji jak w Puebli i mimo regularnej gry nie zawsze wybiegał na ligowe boiska w wyjściowym składzie. W 2010 roku wygrał z Morelią rozgrywki SuperLigi, natomiast w wiosennym sezonie Clausura 2011 wywalczył tytuł wicemistrza kraju. W styczniu 2012 razem ze swoim kolegą klubowym Yasserem Coroną, na zasadzie wypożyczenia zasilił ekipę Jaguares de Chiapas z siedzibą w Tuxtla Gutiérrez; w zamian graczami Morelii zostali Christian Valdez i Óscar Razo.
| Sezon     | Klub                | Kraj   | Rozgrywki        | Mecze | Bramki |
| --------- | ------------------- | ------ | ---------------- | ----- | ------ |
| 2004/2005 | Lobos BUAP          | Meksyk | Liga de Ascenso  | 22    | 0      |
| 2005/2006 | Puebla FC           | Meksyk | Liga de Ascenso  | 33    | 1      |
| 2006/2007 | Puebla FC           | Meksyk | Liga de Ascenso  | 39    | 2      |
| 2007/2008 | Puebla FC           | Meksyk | Primera División | 32    | 2      |
| 2008/2009 | Puebla FC           | Meksyk | Primera División | 37    | 2      |
| 2009/2010 | Puebla FC           | Meksyk | Primera División | 35    | 1      |
| 2010/2011 | Monarcas Morelia    | Meksyk | Primera División | 30    | 0      |
| 2011/2012 | Monarcas Morelia    | Meksyk | Primera División | 6     | 0      |
| 2011/2012 | Jaguares de Chiapas | Meksyk | Primera División | 14    | 0      |
| 2012/2013 | Jaguares de Chiapas | Meksyk | Primera División |       |        |

## Kariera reprezentacyjna
W seniorskiej reprezentacji Meksyku Noriega zadebiutował za kadencji selekcjonera Javiera Aguirre, 24 czerwca 2009 w wygranym 4:0 meczu towarzyskim z Wenezuelą. W tym samym roku znalazł się w składzie na Złoty Puchar CONCACAF. Meksykanie ostatecznie triumfowali w rozgrywkach, natomiast on sam rozegrał dwa spotkania, a 5 lipca 2009, w wygranym 2:0 spotkaniu fazy grupowej z Nikaraguą, strzałem z rzutu karnego zdobył pierwszego gola w kadrze narodowej. Noriega wystąpił także w kilku towarzyskich konfrontacjach przed Mistrzostwami Świata 2010, jednak nie został powołany przez Aguirre na światowy czempionat.